# Кринський Володимир Вікторович
Володимир Вікторович Кринський (нар. 14 січня 1997, Чкаловське, Чугуївський район, Харківська область, Україна) — український футболіст, воротар литовського клубу «Дайнава».

## Життєпис
Народився в смт Чкаловське Чугуївського району Харківської області. У дитинстві грав у полі, але згодом перейшов на воротарську позицію. Вихованець харківського ХГВУФК-1. По завершенні навчання побував на перегляді у харківському «Металісті» та полтавській «Ворсклі» U-19, але обом колективам не підійшов. Зрештою, у 2014 році підписав перший професіональний контракт з ФК «Полтава». Дебютував за «городян» 5 серпня 2016 року в програному (0:2) домашньому поєдинку 3-го туру Першої ліги проти «Сум». Володимир вийшов у стартовому складі та відіграв увесь матч. У складі «Полтави» зіграв 36 матчів у Першій лізі та 3 поєдинки в кубку України. Наприкінці червня 2018 року керівництво полтавського клубу вирішило розпустити команду, а гравці та персонал клубу отримали можливість самостійно займатися власним працевлаштуванням.
2 липня 2018 року підписав 3-річний контракт з клубом УПЛ «Олімпік» (Донецьк). Дебютував за нову команду 23 липня 2018 року в програному (1:2) виїзному поєдинку 1-го туру Прем'єр-ліги проти одеського «Чорноморця». Кринський вийшов на поле в стартовому складі та відіграв увесь матч. Загалом за два сезони провів у складі донеччан 32 матчі в Прем'єр-лізі, пропустивши 49 голів.
В кінці серпня 2020 року підписав контракт з новачком Прем'єр-ліги клубом «Інгулець».

## Досягнення
- Перша ліга чемпіонату України
  -  Срібний призер: 2017/18